# Metaphrenon impressicolle
Metaphrenon impressicolle är en skalbaggsart som först beskrevs av Lacordaire 1869.  Metaphrenon impressicolle ingår i släktet Metaphrenon och familjen långhorningar.
Artens utbredningsområde är:
- Kuba.
- Haiti.

Inga underarter finns listade i Catalogue of Life.